# Port lotniczy Mamfe
Port lotniczy Mamfe – krajowy port lotniczy zlokalizowany w kameruńskim mieście Mamfe.